# گئورگ فوگنرایتر
گئورگ فوگنرایتر (انگلیسی: Georg Voggenreiter; ۲۰ سپتامبر ۱۹۱۲ – ۲۷ سپتامبر ۱۹۸۶) دوچرخه‌سوار اهل آلمان بود.